# Буркинийско-тоголезские отношения
Буркинийско-тоголезские отношения — двусторонние дипломатические отношения между Буркина-Фасо и Того. Протяжённость государственной границы между странами составляет 131 километр.

## История
Между странами сложились дружественные отношения. В 2012 году правительства Буркина-Фасо и Того заключили соглашение о развитии транспортного сообщения между странами. В соглашении были оговорены следующие пункты: правительство Того обязуется развить транспортную инфраструктуру на своей территории и проложить 150 км автомобильных дорог; правительство Буркина-Фасо обязуется подвергнуть модернизации участок автомобильной трассы протяженностью 158 км. В ходе реализации положений данного соглашения в этих странах было создано множество рабочих мест. В реализации этого проекта принимала финансовое участие Организация экономического сотрудничества и развития.
26 февраля 2017 года министерство здравоохранения Буркина-Фасо уведомило ВОЗ о подтвержденном случае лихорадки Ласса в больнице в северной части Того. Беременная женщина была госпитализирована в Буркина-Фасо с температурой, после выписки у нее случился выкидыш. После второго обращения к врачам её транспортировали в больницу в тоголезском городе Манго, где она скончалась 3 марта 2017 года. Ее тело было доставлено на экспертизу в столицу Того, где было установлено, что она скончалась от лихорадки Ласса. В Того было выявлено 7 человек с кем она контактировала, а в Буркина-Фасо таких людей было найдено 135.

## Торговля
В 2017 году Того поставило товаров в Буркина-Фасо на сумму 134 млн. долларов США.